# Mateo Perillo
Mateo Francisco Perillo (Uruguay, 11 de noviembre de 2000), más conocido como Mateo Perillo, es un jugador profesional uruguayo de rugby que se desempeña en la posición de pilar izquierdo en Peñarol Rugby, equipo perteneciente a la liga Super Rugby Américas.

## Carrera
Perillo comenzó su carrera deportiva con el equipo Seminario. En 2022 se unió a Peñarol Rugby, donde lleva jugando tres temporadas. También fue parte de la Selección de rugby de Uruguay.